# أنبوب اختبار
أنبوب الاختبار (ملاحظة 1) أداة من زجاجيات المختبر على هيئة أنبب مغلق الجوانب ذو فتحة من الأعلى، ويستخدم لصب أو نقل أو خلط المحاليل والمواد الكيميائية والسوائل. عادة يستخدم أنبوب الاختبار لدى الكيميائيين. في بعض الحالات يكون أنبوب الاختبار مصنوعاً من البلاستيك. تتوافر أنابيب الأختبار بأحجام وقياسات مختلفة.

## الأنواع والاستخدام

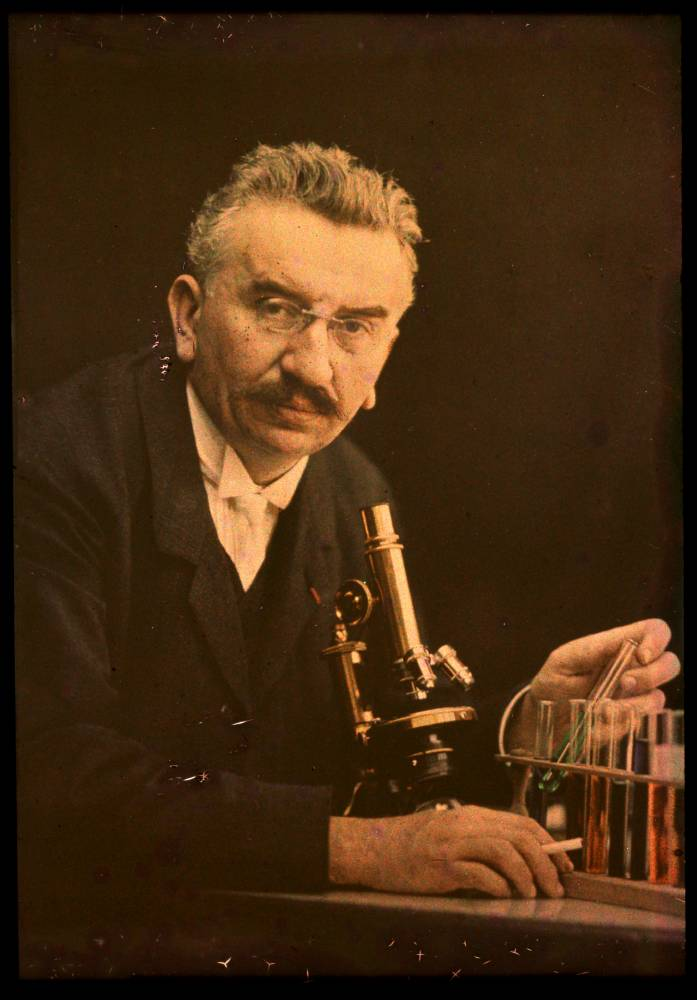
لويس لايت و مجهر ومجموعة من أنابيب اختبار.

### الكيمياء
تُصنَّع أنابيب الاختبار المستخدمة للأعمال الكيميائية العامة عادةّ من الزجاج بسبب مقاومته النسبية للحرارة. يمكن للأنابيب المصنوعة من الزجاج المقاوم للتمدد، ومعظمها من زجاج البورسليكات أو الكوارتز المنصهر، أن تتحمل درجات حرارة عالية تصل إلى عدة مئات من الدرجات المئوية.
تتوفر أنابيب الكيمياء بقيم عديدة للطول والعرض، يتراوح العرض عادةً من 10 إلى 20 ملم والطول من 50 إلى 200 ملم. غالبًا ما يتميز الجزء العلوي من الأنبوب بشفة متسعة لتسهيل سكب محتوياته.
يحتوي أنبوب اختبار الكيمياء عادةً على قاع مسطح أو دائري أو مخروطي. يتم تصنيع بعض أنابيب الاختبار لتناسب إغلاقها بسدادة زجاجية أو بغطاء لولبي. غالبًا ما يتم تزويدها بسطح زجاجي صغير أو منطقة خزفية زجاجية بيضاء بالقرب من الجزء العلوي لوضع العلامات عليها بقلم رصاص.
تُستخدم أنابيب الاختبار بكثرة من قبل الكيميائيين للتعامل مع مختلف المواد الكيميائية، وخصوصاً من أجل إجراء التجارب والمقايسات النوعية. يقلل السطح الكروي والجوانب العمودية من خسارة المادة عند سكبها، جاعلا منها أسهل في التنظيف وفي المراقبة المناسبة لمحتوياتها. يؤدي العنق الطويل الضيق لأنبوب الاختبار إلى إبطاء انتشار الغازات في البيئة.
إن أنابيب الاختبار هي عبارة عن حاويات ملائمة لتسخين كميات صغيرة من الموائع أو المواد الصلبة باستخدام موقد بنسن أو الموقد الكحولي. يُمسك الأنبوب عادةً من عنقه بمشابك أو ملاقط. يمكن تسخين قاع الأنبوب لمئات الدرجات في اللهب عن طريق إمالة الأنبوب بينما يظل العنق باردا نسبيًا، مما قد يسمح للأبخرة بالتكاثف على جدرانه. أنبوب الغليان هو أنبوب اختبار كبير مصمم خصيصاً لغلي الموائع.
غالبًا ما يتم استخدام أنبوب اختبار مملوء بالماء وقلبه على كأس مخبري مملوء بالماء لالتقاط الغازات، على سبيل المثال في اختبارات التحليل الكهربائي.

أما أنبوب الاختبار المزود بسدادة فغالباً ما يُستخدم للتخزين المؤقت للعينات الكيميائية أو البيولوجية.

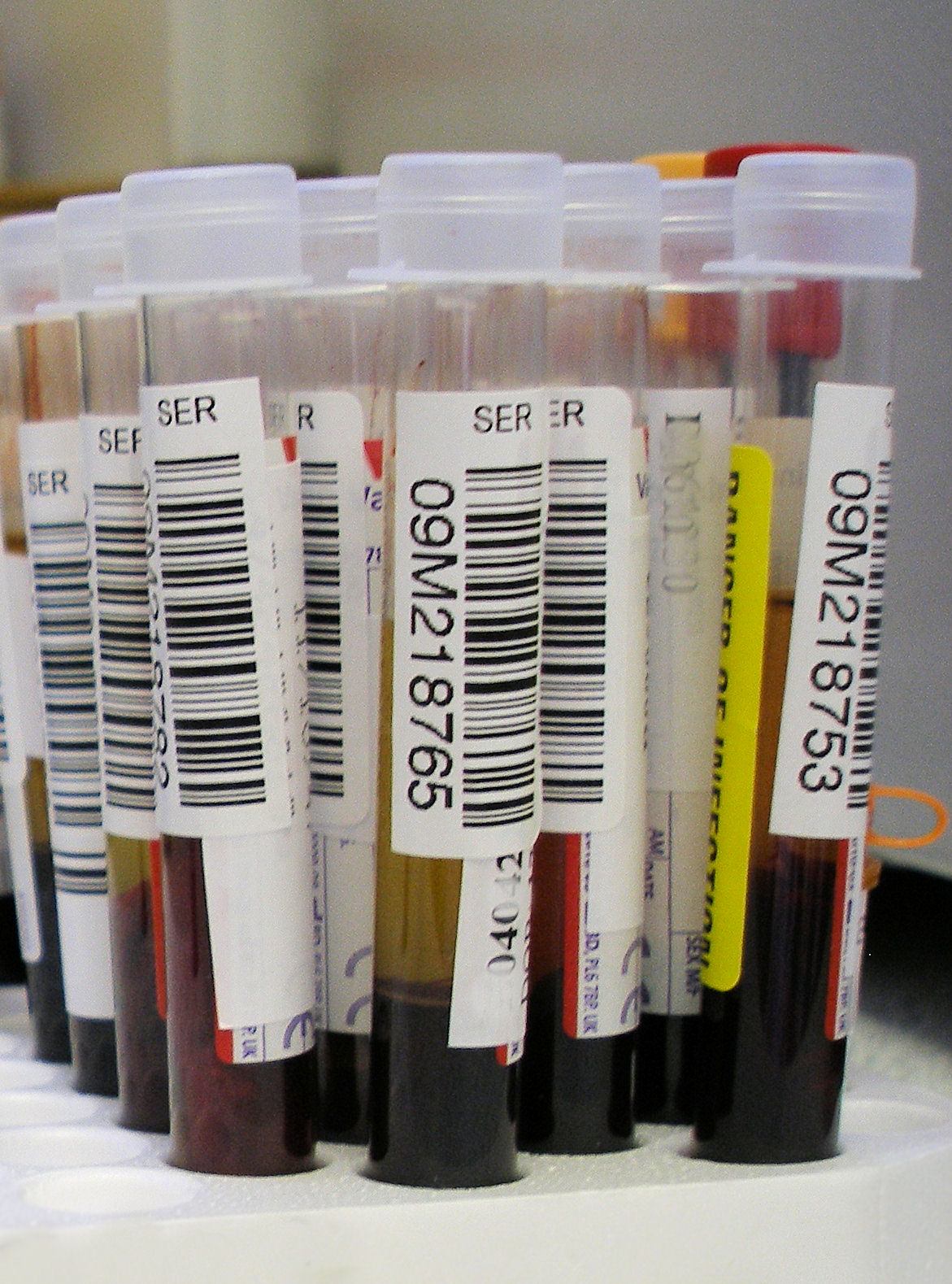

### العلوم البيولوجية
إن أنابيب الزرع هي أنابيب اختبار مستخدمة في علم الأحياء والعلوم ذات الصلة للتعامل مع جميع أنواع الكائنات الحية وزراعتها، مثل العفن، البكتيريا، الشتلات والفسائل النباتية إلخ.. تصمم بعض الرفوف المخصصة لحمل أنابيب الزرع بشكل أفقي تقريبًا وذلك لتكبير سطح وسط الزرع داخل كل أنبوب.
عادة ما تكون أنابيب الزرع الخاصة بالبيولوجيا مصنوعة من البلاستيك الشفاف (مثل البوليسترين أو البولي بروبلين) عن طريق القولبة بالحقن، وغالبًا ما يتم التخلص منها بعد الاستخدام. غالبًا ما يُطلق على أنابيب الاختبار البلاستيكية ذات الغطاء اللولبي اسم «أنابيب فالكون» نسبةً إلى خط إنتاج صممته شركة بيكتون ديكنسون.
تعتبر بعض المصادر أن وجود الشفة هو ما يميز أنبوب الاختبار عن أنبوب الزرع.

### الطِّبُّ السَّريرِيّ
في الطب السريري، تُستخدم أنابيب الاختبار المعقمة مع إزالة الهواء، والتي تسمى أنابيب جمع العينات، لجمع عينات من السوائل الفسيولوجية والاحتفاظ بها مثل الدم والبول والقيح والسائل الزلالي. عادةً ما يتم غلق هذه الأنابيب بسدادة مطاطية وغالبًا ما تحتوي على مادة مضافة محددة موضوعة في الأنبوب مع لون السدادة الذي يشير إلى هذه المادة المضافة. على سبيل المثال، الأنبوب ذو القمة الزرقاء عبارة عن أنبوب اختبار بسعة 5 مل يحتوي على سترات الصوديوم كمضاد للتخثر، ويستخدم لجمع الدم من أجل التخثر واختبار نازعة هيدروجين الجلوكوز 6 فوسفات.  قد تحتوي القوارير الصغيرة المستخدمة في الطب على غطاء علوي (يسمى أيضًا غطاء مفصلي) مصبوب كجزء من القارورة.

## الأشكال

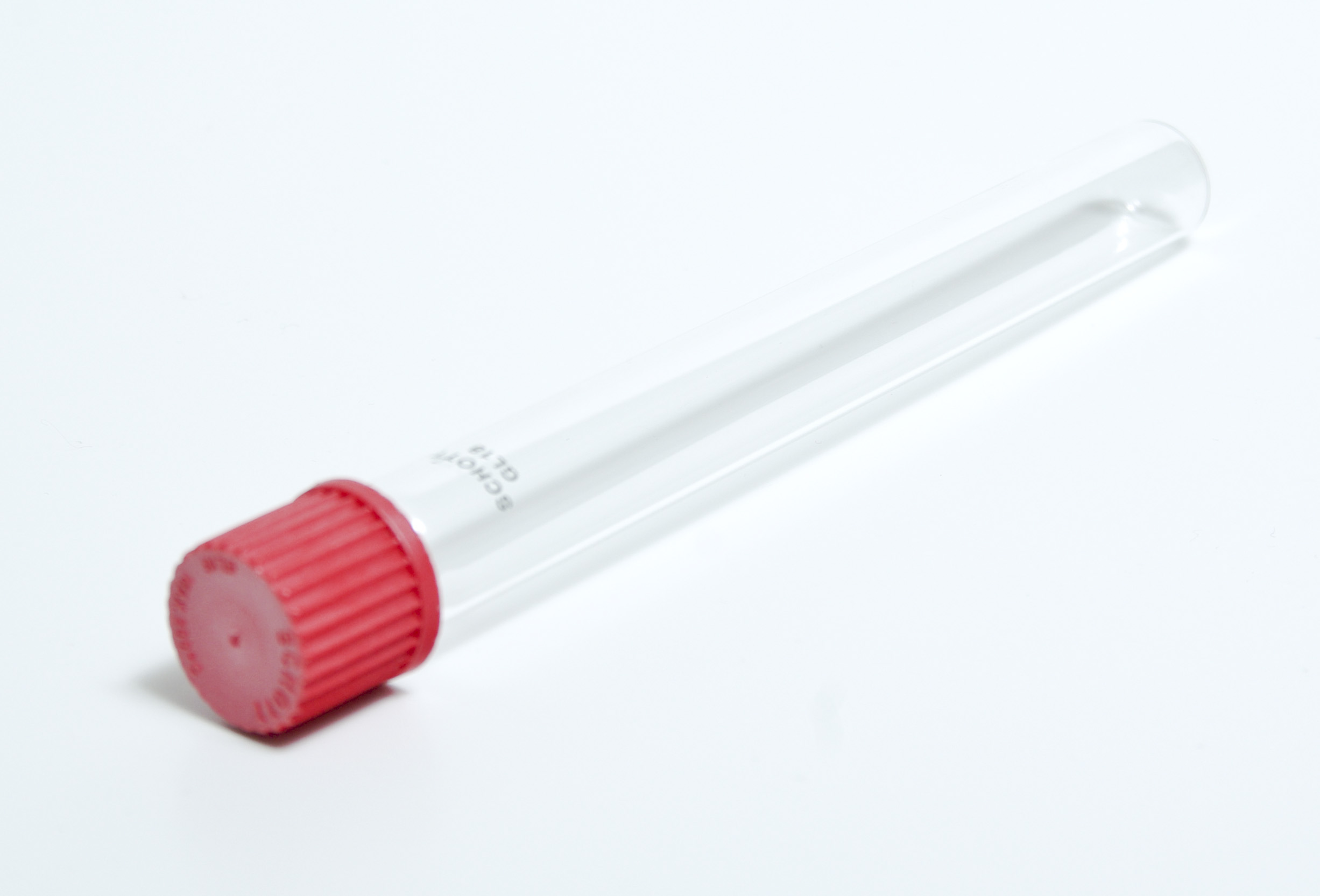
أنبوب اختبار ذو غطاء.

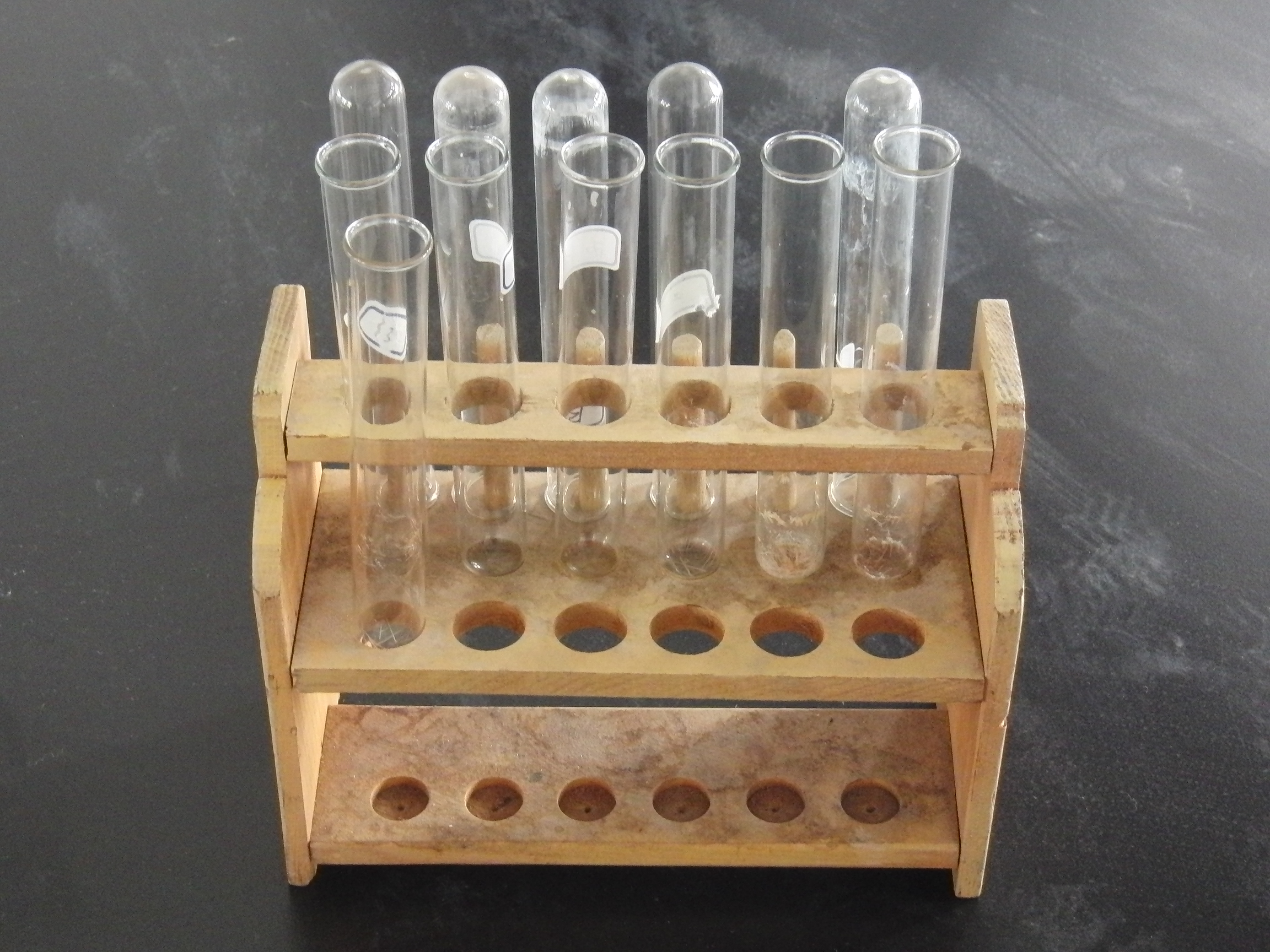
أنابيب اختبار مع منصة أو حامل خشبي

## هوامش
- ملاحظة 1 المرادفات: الناطل[4]